# 안상원 (1991년)
안상원(1991년 1월 13일 ~)은 대한민국의 스타크래프트 II 프로게이머이자 프로게임단 코치이다. 종족은 프로토스이며 Seed라는 아이디를 사용한다. 소속팀은 MVP.
인크레더블 미라클에 입단하여 스타크래프트 II 프로게이머로 활동하기 시작했다.
GSL 코드 S에 승격된지 2시즌 만인 무슈제이 2012 글로벌 스타크래프트 II 리그 시즌 3 결승전에서 장민철을 상대로 4 : 1로 꺾고 첫 우승을 기록했다.
2013년 5월 22일 FXOpen으로 임대 이적했으나2014년 1월 8일 fOu의 해체로 무소속 신분이 되었다.
2014년 6월 5일 영국 게임단인 Team Dignitas 입단을 발표했다.
2015년 4월 21일 MVP 이적을 공식 발표했다.
2015년 12월 2일 MVP의 플레잉코치로 보직이 변경되었다.

## 주요 성적
프리미어 개인리그 우승 1회
- 2010년 제50회 서울 스타크래프트 준프로게이머 선발전 입상
- 2012년 핫식스 2012 글로벌 스타크래프트 II 리그 시즌 1 Code A 12강
- 2012년 핫식스 2012 글로벌 스타크래프트 II 리그 시즌 2 Code S 32강
- 2012년 무슈제이 2012 글로벌 스타크래프트 II 리그 시즌 3 Code S 우승 (vs 장민철 4 : 1)
- 2012년 핫식스 2012 글로벌 스타크래프트 II 리그 시즌 4 Code S 16강
- 2012년 핫식스 2012 글로벌 스타크래프트 II 리그 시즌 5 Code S 32강
- 2012년 블리자드 엔터테인먼트 2012 글로벌 스타크래프트 II 리그 블리자드 컵 Blizzard Cup 10강
- 2013년 핫식스 2013 글로벌 스타크래프트 II 리그 시즌 1 Code A 48강
- 2013년 2013 MLG Winter Championship 32강
- 2013년 HomeStory Cup Season 7 8강
- 2013년 2013 WCS 코리아 시즌 2 챌린저리그 48강
- 2013년 2013 WCS 코리아 시즌 3 챌린저리그 48강
- 2014년 2014 WCS 코리아 시즌 1 핫식스 글로벌 스타크래프트 II 리그 코드 A 48강
- 2014년 2014 WCS 코리아 시즌 2 핫식스 글로벌 스타크래프트 II 리그 코드 A 48강
- 2014년 Lone Star Clash 3 8강
- 2014년 2014 MLG Anaheim 16강
- 2014년 2014 WCS 아메리카 시즌 3 프리미어리그 32강
- 2015년 2015 글로벌 스타크래프트 II 리그 시즌 1 코드 S 32강
- 2015년 2015 스베누 글로벌 스타크래프트 II 리그 시즌 2 코드 A 32강
- 2015년 Hell, It's Aboot Time 3위
- 2016년 2016 핫식스 글로벌 스타크래프트 II 리그 시즌 1 코드 S 32강
- 2016년 2016 핫식스 글로벌 스타크래프트 II 리그 시즌 2 코드 S 32강